# Dragan Plamenac
Dragan Plamenac (8. února 1895, Záhřeb – 15. dubna 1983, Ede), byl chorvatský muzikolog a hudební skladatel židovského původu.
Absolvoval nejprve právo na Záhřebské univerzitě, později se však zaměřil na hudbu. Studoval skladbu ve Vídni, skladbu a klavír v Praze a hudební vědu v Paříži a ve Vídni. Byl korepetitorem v městské opeře v Berlíně, privátním docentem hudební vědy v Záhřebu a od roku 1964 profesorem muzikologie na University of Urbana v USA. Byl prvním, kdo upozornil na hodnotu chorvatských renesančních a barokních děl a publikoval je v novodobých edicích.